# Víctor Vázquez
Víctor Vázquez (ur. 20 stycznia 1987) – hiszpański piłkarz grający na pozycji pomocnika w Toronto FC.
Jest wychowankiem Barcelony, a występy w drużynach młodzieżowych rozpoczynał w wieku dziewięciu lat. Swój debiut w pierwszej drużynie zaliczył w meczu ligowym przeciwko Recreativo Huelva 12 kwietnia 2008 roku, zastępując w ostatnim kwadransie gry Santiago Ezquerro. Grał także cały mecz przeciwko Szachtarowi Donieck w ostatnim spotkaniu fazy grupowej Ligi Mistrzów w sezonie 2008/09. Nie był jednak członkiem pierwszej drużyny, a do kadry meczowej był powoływany przez Pepa Guardiolę tylko okazjonalnie.
W 2011 roku przeszedł do Club Brugge, a w 2016 do Cruz Azul.